# The Silesian Weavers
O poema "The Silesian Weavers" (também: Weaver-song) de Heinrich Heine é um exemplo da poesia política do movimento Vormärz. Trata-se da miséria dos tecelões da Silésia, que em 1844 arriscaram uma revolta contra a exploração e a diminuição dos salários e, assim, chamaram a atenção para as queixas originadas no contexto da industrialização. Friedrich Engels foi o primeiro a traduzir o poema para o inglês.

## Origem e reações

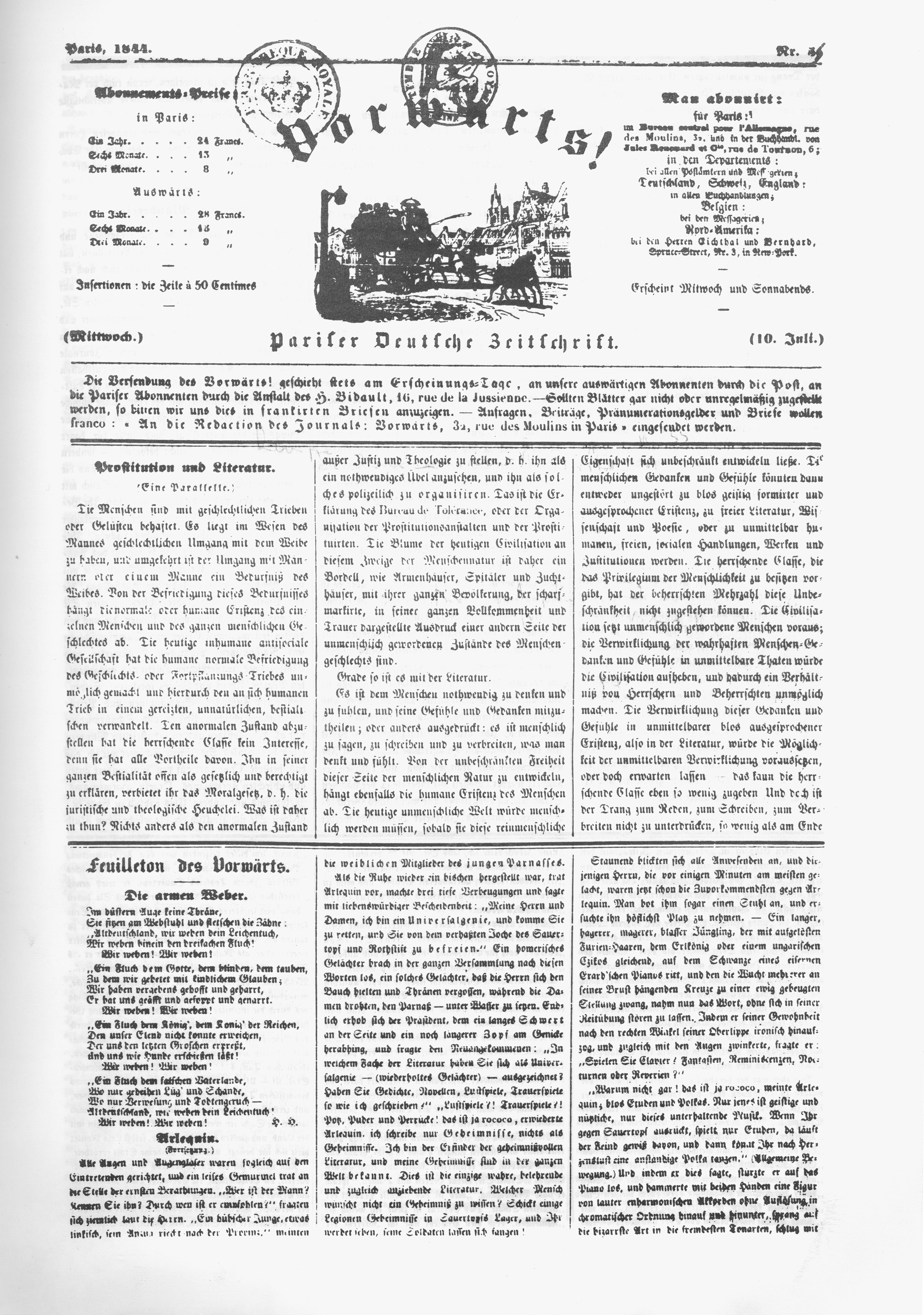
Página de rosto de Vorwärts! (Forwards!) de 10 de julho de 1844

A chamada música tecelã foi publicada pela primeira vez sob o título "Die armen Weber" (Os pobres tecelões) em 10 de julho de 1844 em Vorwärts!, de Karl Marx (Forward!), E distribuído como um folheto com uma circulação de 50.000 cópias nas áreas rebeldes. O mais tardar em 1846, ele apareceu em panfletos sob o nome atual 'The Silesian Weavers'.
A Suprema Corte Real da Prússia proibiu o poema por causa de "seu tom rebelde". Em Berlim, em 1846, um recitador, apesar do risco de executá-lo publicamente, foi condenado à prisão.

## Interpretação
Ao contrário de muitos poemas da época, a chamada música de tecelão reclama não apenas da exploração dos proprietários da fábrica, mas também aborda as autoridades, criticando as circunstâncias políticas gerais e pressionando pela mudança.
O primeiro versículo diz: "Alemanha, nós tecemos sua mortalha. Nele tecemos a maldição tríplice". A maldição tríplice é esclarecida nos próximos três versículos que amaldiçoam, por sua vez, Deus, Rei e a Pátria – uma referência direta ao juramento de lealdade exigido dos soldados prussianos que juraram lealdade a Deus, Rei e à Pátria.
Nos três versículos internos, Deus, o Rei e a Pátria são acusados sucessivamente. Os tecelões estão muito desapontados porque, apesar dos apelos desesperados, não receberam ajuda de Deus. O Rei é acusado de apoiar os ricos e agir contra os manifestantes por força bruta, em vez de enfrentar o sofrimento dos trabalhadores.
Nos versículos exteriores, é claro que os tecelões estão prontos, autoconfiantes em promover seus interesses e persistentes em trabalhar em direção a uma mudança fundamental na Alemanha. Cada verso termina com o refrão "Wir weben, wir weben!" (Estamos tecendo, estamos tecendo!) Referindo-se ao primeiro verso que diz que estão tecendo a mortalha da Alemanha.
O poema mostra que Heinrich Heine considera justificadas as preocupações dos trabalhadores do século XIX e, acima de tudo, responsabiliza o sistema político por sua miséria. A Revolução de Março de 1848 confirmou sua opinião de que uma profunda mudança na Alemanha era iminente.
The Silesian Weavers é o exemplo mais conhecido da variedade de análises literárias contemporâneas da Revolta dos Tecelões de 1844, que despertou a consciência pública da questão social.

## Recepção
A banda de metalcore alemã Heaven Shall Burn foi inspirada por este poema, no título do álbum "Deaf to our prayers". O poema 'The Silesian Weavers' também foi adaptado musicalmente por alguns artistas, incluindo a banda folclórica Liederjan em seu álbum "Mädchen, Meister, Mönche" (Maidens, Masters, Monks), a banda folk Bergfolk, a banda folk punk Die Schnitter (The Reapers), a banda de metal gótico Leichenwetter (Corpseweather), a banda punk alemã Kapitulation Bo Nn no álbum "Feuer!" (Fogo!) E a banda Oi-punk KandesBunzler e a banda de punk rock DIY Düsseldorf Die Schwarzen Schafe (The Black Sheep). No cenário de Liederjan, agora é uma das canções mais comuns e cantadas com mais frequência nos grupos juvenis Scout e Bündische Jugend. Como parte de "The Revolution of the Citizens", a segunda etapa do trabalho sócio-histórico Proletenpassion (Paixão Proletária) da banda austríaca Schmetterlinge, uma versão ligeiramente alterada do poema foi ambientada na música.